# بدر بن محمد بن عبد الله بن جلوي آل سعود
بدر بن محمد بن عبد الله بن جلوي آل سعود (من مواليد الرياض) هُو أمير سعودي من أُسرة آل سعود، حيث هُو حفيد من أحفاد الأمير عبد الله بن جلوي بن تركي آل سعود. شغل منصب مُحافظ لمُحافظة الأحساء في المنطقة الشرقية بالمملكة العربية السعودية، مُنذ 13 شعبان 1418 هـ (14 ديسمبر 1997) حين حل بأمر ملكي مكان المُحافظ السابق محمد بن فهد بن عبد الله بن جلوي آل سعود بعد وفاة هذا الأخير في 17 صفر 1417 هـ (4 يوليو 1996). واستمر حتى 5 مايو 2022. يشغل منصب رئيس مجلس إدارة جمعية البر بالأحساء، كما سبق له ترأُس اللجنة العُليا لمُنتدى الأحساء للاستثمار في دورته الخامسة سنة 2019، والذي نظمته غرفة الأحساء بشراكة إستراتيجية مع شركة أرامكو السعودية. بدر بن جلوي حاصل على الشهادة الجامعية في العلوم السياسية.